# Joanne Elliott
Joanne Elliott (Providence, Rhode Island, 5 de dezembro de 1925) é uma matemática estadunidense, especializada em teoria do potencial, que foi descrita como uma "discípula" de seu co-autor, o teórico da probabilidade William Feller. É professora aposentada de matemática na Universidade Rutgers.
Graduada na Universidade Brown em 1947. Obteve um Ph.D. na Universidade Cornell em 1950, como parte de um punhado de "estudantes de pós-graduação excepcionais" que trabalhavam em Cornell na década pós-Segunda Guerra Mundial, com a tese On Some Singular Integral Equations of the Cauchy Type, orientada por Harry Pollard.
Depois de um ano no Swarthmore College, trabalhou no Mount Holyoke College como professora assistente de 1952 a 1956, quando foi para o Barnard College. Em 1958 foi a orientadora do doutorado de Doris Stockton na Universidade Brown. Em 1961, como professora associada em Barnard, foi financiada pela Fundação Nacional da Ciência para visitar o Instituto de Estudos Avançados de Princeton, para pesquisa de pós-doutorado. Também trabalhou no Institute for Defense Analyses em Princeton no início da década de 1960.
Chegou na Universidade Rutgers em 1964, numa época em que Rutgers tinha um número muito maior de professores do sexo feminino do que muitos departamentos de matemática na época ou depois. Entre seus alunos de pós-graduação em Rutgers estava Edward R. Dougherty, mais tarde professor de engenharia elétrica na Universidade A&M do Texas. Foi chefe do departamento de matemática da Rutgers de 1974 a 1977. Aposentou-se da Rutgers em 1991, em um ano em que a universidade estava cortando custos oferecendo aposentadoria antecipada a seus funcionários.